# Тавиль
Та’виль (араб. تأويل‎ — «возвращение к истоку, к началу») — метод сведения буквального смысла Корана или сунны к метафорическому по какому либо обоснованному поводу.

## История
Термин тавиль взят из Корана. В восьми случаях он, по мнению комментаторов, означает «толкование сна» (та’бир ар-ру’я, сура 12), а в девяти остальных — «исход», «последствие» ('акиба). Тавилю противопоставляется тафсир — историко-филологический и законоведческий комментарий, основанный на традиции. Вероятно, первоначально понятия тавиль и тафсир имели один смысл, но со временем эти два понятия стали противопоставляться. Во всяком случае, этот термин встречается в названии экзегетического сочинения аль-Байдави (ум. в 1286 г.) и других признанных всей мусульманской общиной толкователей Корана.
По мере того, как мусульманская община разделилась на сторонников буквального понимания и толкования коранического текста (захир) и тех, кто претендовал на знание его «тайного», «скрытого» смысла (батин) разделение тавиля и тафсира проявилась отчётливее. Для захиритов (факихов-«буквалистов») тавиль становится синонимом «волюнтаристского», «безответственного», не освященного традицией толкования Корана, тогда как для батинитов он был единственным путём к постижению его истинного смысла. В целом противопоставлять тавиль тафсиру можно лишь в контексте полемики между захиритами и батинитами. Для мусульман, которые стояли в стороне от этой полемики, либо признавали правомочность обоих толкований, эти термины были, в сущности, синонимами.

## Течения

### Суннизм
Согласно ортодоксальной точке зрения, тавиль должен строго соответствовать комментариям пророка Мухаммеда и его сподвижников об этих аятах и хадисах и основываться на них. Трактовки, которые не дошли по цепям передатчиков традиции (накль), строго запрещены в одном из хадисов пророка Мухаммада и считаются лишь частным мнением толкователя, а в качестве доказательства приняты быть не могут. Тавиль не должен противоречить ясным и недвусмысленным смыслам Корана и сунны. Для того, чтобы аллегорически истолковать какой-либо смысл коранических аятов, необходимо представить доказательства о его необходимости.
Ортодоксальные исламские богословы применяли тавиль только в тех случаях, когда аяты Корана невозможно было воспринять на основании простого прочтения. Примером тавиля являются многочисленные аяты и хадисы об рае (джаннат) и аду (джаханнам), которые считаются истинными, но в то же время описывающимися на уровне человеческих понятий, и их истинная сущность неизвестна. Так как буквальное смысловое понимание этих мест может привести к неоднозначным выводам, применительно к этим моментам в некоторых случаях применяется аллегорическая трактовка. Тем не менее, всегда оговаривается, что истинный смысл этих хадисов и аятов известен только Аллаху, так как в Коране говорится: «А [люди], в сердцах которых укоренилось уклонение [от истины], следуют за аятами, которые требуют толкования, стремясь совратить [людей истины] и толковать Коран [по своему усмотрению]. Но не знает его толкования никто, кроме Аллаха».

### Мутазилиты
Приверженцами тавиля были мутазилиты, которые, ссылаясь на вышеприведённый аят Корана, делили аяты на «ясные», или очевидные (мухкамат), и «неясные», «метафорические» (муташабихат). Мутазилиты признавали «неясными» те аяты, которые противоречили доводам рассудка, в частности учению о единственности Аллаха (таухид) и о божественной справедливости (адль) в интерпретации мутазилитов. Они считали, что «метафорические» стихи следовало рассматривать как «иносказание» (маджаз) и истолковывать их рационалистически.
Тавиль мутазилитов подвергся резкой критике «буквалистов» (ханбалитов и др.), которые отказывались от всякой критики и анализа текста Корана с помощью рациональных критериев.

### Шиизм
Широко использовали тавиль в своих религиозных и политических целях «умеренные» шииты и исмаилиты, полагавшие, что со смертью пророка Мухаммеда исключительное право на толкование коранического текста перешло к их имамам и тех, кто наследует их знания. Шиитским имамам якобы ведом тайный смысл пророческого откровения, который скрыт от остальных людей. Имамы могут сообщать тайный смысл своим последователям, посвящая их, по сути дела, в новое пророчество.
У «умеренных» шиитов тавиль сводился, как правило, к поиску в Коране скрытых намёков на 'Али ибн Абу Талиба и других имамов, а также их первостепенную роль в судьбе мусульманской общины (уммы). При этом суннитов (халифа 'Усмана, омейядского наместника ал-Хаджжаджа и др.) обвиняли в «извращении» (тахриф) Корана, который содержал пророчества об имамах.
Исмаилитский тавиль имел ряд особенностей. С одной стороны, он служил для обоснования характерных для исмаилитов политических притязаний, тайной иерархии «посвящённых», «пропаганды» (да’ва), практики подготовки неофитов и т. д. В то же время они полностью разделяли эзотерические концепции «Чистых братьев» (Ихван ас-сафа'), прибегая к тавилю для доказательства верности положений своей эзотерической космологии и учения о спасении, уходившие своими корнями в неоплатонизм.

### Суфизм
Некоторые мусульманские философы (аль-Фараби, Ибн Сина, Ибн Рушд) видели в аллегорическом толковании общедоступный способ примирения рациональной философии и религиозной догматики, освящение своих логических рассуждений авторитетом Корана.
Возникновение традиции теософского и «духовного» тавиля, присущего в основном суфиям, связывают с именами Ибн Аббаса (ум. в 686 г.) и Джафара ас-Садика (ум. в 765 г.). Суфийские экзегеты, ссылаясь на их авторитеты, различали четыре «смысла» (у некоторых авторов — четыре буквы, харф) каждого аята Корана:
- «явный» (захир) — рецитация (тилава) аята (или буквы),
- «скрытый» (батин) — его осознание (фахм),
- «предел» (хадд) — то, что аят (буква) разрешает и запрещает в плане религиозного закона (халалуха ва харамуха или ахкам ал-халал ва-л-харам),
- «восхождение», или «беспредельность» (матла’) — истинное значение аята (буквы), подразумеваемое самим Аллахом (мурад Аллах мин 'абд биха)[1].

Эти смыслы соответствовали historia, allegoria, tropologia, anagoge в христианской экзегетике. На практике истолковывались в основном первые два смысла: захир («[буквальное] выражение», 'ибара) и батин («[аллегорический] намёк», ишара). Захир у суфиев считался доступным всем мусульманам (аль-амма), батин — лишь «избранным» (аль-хасса), то есть главным образом суфийским «святым» (авлия). В этом суфийский тавиль сближался с шиитским.
В раннем суфизме процесс тавиля, вероятно, заключался в глубоком размышлении над текстом Корана, в ходе которого рождались различные теософские концепции, порой мало связанные с его первоначальным содержанием. Нередко «извлечение» скрытого смысла (истинбат) происходило в состоянии мистического транса. Отправной точкой эзотерического тавиля могли стать религиозные предписания, непонятные или иноязычные слова, которые встречаются в Коране, эсхатологические сцены, исторические реминисценции и т. д. В целом тавилю обязаны своим возникновением многие положения суфийской теории и практики. Наиболее известными суфийскими комментаторами были ат-Тустари (ум. в 896 г.), аль-Харраз (ум. в 899 г.), ан-Нури (ум. в 907 г.), аль-Джунайд (ум. в 910 г.) и ас-Сулами (ум. в 1021 г.).
В доктринальном суфизме (Ибн Араби, аль-Кашани и др.), тавиль становится своего рода способом философствования. Исходя из определённых мистико-философских посылок, суфий-философ пользовался для их подтверждения и иллюстрации материалами священных текстов. Суфийский тавиль подвергся резкой критике со стороны большинства суннитских богословов, обвинявших суфиев в том, что те заимствовали свой тавиль из учений исмаилитов и философов.